# Гринява
Гри́нява — село Верховинського району Івано-Франківської області. Входить до складу Білоберізької сільської громади.

## Географія
Гринява розкинулась у Карпатах вздовж річок Білого Черемошу і Пробійни, за 47 км від районного центру Верховина та 82 км від залізничної станції Вижниця.

## Історія
Засноване село в 1702 році. Згадується у Йосифинській метриці 1785—1788 років. У 1922 році село відоме під назвою Ясенів Горішній (пол. Ясенів-Ґурний).
Уродженець села Іван Бойчук після загибелі Олекси Довбуша очолив у 1745 році рух карпатських опришків. Загін Бойчука брав участь у гайдамацькому русі на Правобережній Україні.
У 1916 році через село проходив полк російської армії, у якому служив В. І. Чапаєв.
Гринявці були учасниками повстання проти Польщі у квітні 1920 року.
На 01.01.1939 в селі проживало 2670 мешканців, з них 2600 українців, 45 поляків, 25 євреїв. Село було адміністративним центром ґміни Косівського повіту Станиславівського воєводства.
Під час Другої світової війни і довгі роки після війни жителі села чинили опір окупантам. За даними облуправління МГБ у 1949 р. в Жаб'ївському районі підпілля ОУН найактивнішим було в селах Гринява, Бистрець і Зелене. 4 жовтня 1954 року як герой загинув 37-річний житель села повстанець Яків Гречук («Сміхолист»).
7 червня 1946 року указом Президії Верховної Ради УРСР хутір Штубей Гринявської сільської ради Жаб'євського району перейменовано на хутір Високий.
12 серпня 1952 р. Жаб'євський райвиконком ліквідував Пробійнівську сільраду з приєднанням її до Гринявської сільради.
24 серпня 1991 року село в складі незалежної України.
2 жовтня 2015 року шляхом об'єднання Білоберізької, Устеріківської та Хороцівської сільських рад село увійшло до Білоберізької сільської громади.
12 червня 2020 року, відповідно до Розпорядження Кабінету Міністрів України  № 714-р «Про визначення адміністративних центрів та затвердження територій територіальних громад Івано-Франківської області», увійшло до складу Білоберізької сільської громади.
19 липня 2020 року, в результаті адміністративно-територіальної реформи та ліквідації Верховинського району, село увійшло до складу новоутвореного Верховинського району.

## Населення
Згідно з переписом УРСР 1989 року чисельність наявного населення села становила 1031 особа, з яких 491 чоловік та 540 жінок.
За переписом населення України 2001 року в селі мешкало 896 осіб.

### Мова
Розподіл населення за рідною мовою за даними перепису 2001 року:
| Мова       | Відсоток |
| ---------- | -------- |
| українська | 99,34 %  |
| російська  | 0,55 %   |

## Географічні особливості та життєдіяльність
Основою побуту селян є лісівництво і тваринництво, а також збирання дикорослих ягід і грибів. Внаслідок наявності складних природно-кліматичних умов Карпатських гір в селі досі збереглися традиційні зразки дерев'яної архітектури: житлові будинки та господарські споруди.

## Церква
Свято-Успенський храм  належить до ПЦУ. У грудні 2019 року храм було підпорядковано ПЦУ, настоятель протоієрей Ігор Фенчук. Відбувалися сутички між РПЦ та активістами Правого Сектора.

## Відомі люди

### Народилися
- Іван Бойчук — один із ватажків руху карпатських опришків 1740—1750-х рр;
- Лідія-Константина Бурачинська-Рудик — український публіцист, журналіст, громадський діяч;
- Ростислав Стефанович Курендаш — кандидат технічних наук, професор, засновник та завідувач кафедри "Прилади точної механіки" (Кафедра «Прилади точної механіки» (ПТМ) створена в 1965 році. Першим її завідувачем був професор Курендаш Р. С. (1965—1976 рр.)[14]), багаторічний декан Механіко-машинобудівного факультету Львівського політехнічного інституту. Автор багатьох наукових праць та патентів.

### Померли
- Дубик Роман-«Боєвір» — український військовик, командир сотні у Буковинському курені УПА.